# Root Perspectives
Root Perspectives ist ein Jazzalbum des Whit Dickey Quartet. Die im Mai 2022 in den Park West Studios, Brooklyn, entstandenen Aufnahmen erschienen am 22. Oktober 2022 auf Dickeys Label TAO Forms.

## Hintergrund
In seinen Liner Notes teilt Dickey mit, dass er diese Aufnahme bereits vor 15 Jahren konzipiert hatte, nachdem er beim wiederholten Anhören von John Coltranes Alben Crescent und A Love Supreme eine „Vibration“ verspürt hatte.
Root Perspectives spielte er nicht mit jenem Whit Dickey Quartet ein, das im Mai 2022 Astral Long Forms: Staircase in Space veröffentlicht hatte; dort war die Formation mit Dickey am Schlagzeug, Brandon Lopez am Bass, Mat Maneri an der Bratsche und Rob Brown am Altsaxophon besetzt. Für Root Perspectives besteht das Whit-Dickey-Quartett neben Lopez und Dickey aus Tony Malaby am Tenorsaxophon und Matthew Shipp am Piano. Es ist Dickeys erste Zusammenarbeit mit Malaby.

## Titelliste
- Whit Dickey Quartet: Root Perspectives (TAO 12)

1. Supernova
2. Doomsday Equation
3. Swamp Petals
4. Starship Lotus

Die Kompositionen stammen von Whit Dickey, in Zusammenarbeit mit dem Quartett.

## Rezeption

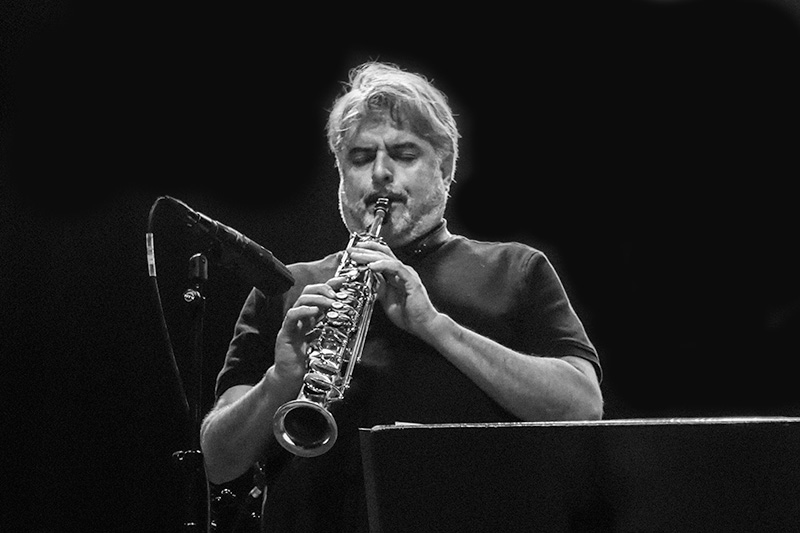
Tony Malaby bei einem Auftritt in Aarhus 2017

Thom Jurek verlieh dem Album in Allmusic vier Sterne und schrieb, diese vier langen Stücke würden eine Band im Werden zeigen. „Ihre inspirierten individuellen Teile werden zu Speichen in einem Rad aus musikalischen Mantras, und ihre spirituell abgestimmte Sprache wird gemeinsam geschaffen, indem sie Dialog, Raum, Textur und Dynamik als kommunikative Äußerungen verwendeten.“ Auf Root Perspectives sei das Zusammenspiel zwischen Malaby und Shipp ebenso instinktiv wie aufrührerisch. Die Sensibilität und fokussierte Kraft der Rhythmusgruppe füge nicht nur dramatische Aspekte hinzu, sondern auch Balance, Tiefe, Heftigkeit und eine warme, einladende strukturelle Dimension. Dies sei eine wesentliche Übung für tief eingestimmtes, spirituell versiertes Musizieren.
Phil Freeman schrieb in Ugly Beauty/Sterogum, aufgrund seiner Instrumentierung (und der besonderen Kombination von Spielern) sei es ein viel härteres Album als seine Vorgänger; tatsächlich mag es viele Zuhörer an das David S. Ware Quartet erinnern, in dem sowohl Shipp als auch Dickey gespielt hatten. Auf dem Eröffnungstrack „Supernova“ sei Malabys Saxophon-Sound rau und grobkörnig, irgendwo in der Nähe von David S. Ware, aber noch nachdrücklicher sich zu Archie Shepp wendend. Shipps Pianospiel klinge nachdrücklich, wenn auch nicht so liturgisch schwer, wie es manchmal in der Vergangenheit war – Dickeys Zen-artige, fast tänzerische Rhythmen brächten etwas entsprechend Leichtes aus ihm heraus. Lopez halte alles zusammen und trete schließlich gegen Ende des Stücks mit einem Solo mit dem Bogen hervor.